# Marianne Bigum
Marianne Bigum (født 10. april 1983) er en dansk miljøingeniør og politiker. Hun var været medlem af Folketinget for SF valgt i Nordsjællands Storkreds siden 2022. Bigum var medlem af kommunalbestyrelsen i Rudersdal Kommune fra 2009 til 2012.
Bigum er datter af slagtermester Tommy Bigum. Hun er født i 1983 og gik i folkeskole i Espergærde 1990-1995 og Rungsted (1995-1999) før hun blev student fra Helsingør Gymnasium i 2002. Bigum studerede på Danmarks Tekniske Universitet hvorfra hun blev diplomingeniør i kemi i 2007, civilingeniør i miljøteknologi i 2009 og ph.d. i 2014.
Hun var teknisk konsulent på Københavns Kommunes Plastic Zero-projekt 2013-2014, teknisk specialist i Miljøstyrelsen 2014-2018 og seniorkonsulent hos Rambøll 2018-2021. Fra 2022 til 2022 var hun teamleder og cirkulær økonomi-ekspert hos Den Asiatiske Udviklingsbank (ADB).
Bigum er samlevende med Jacob Kragh Andersen og har tre børn.